# Stade Pensativo
Le stade Pensativo est un stade de football situé à Antigua au Guatemala. Inauguré en 1959, il peut recevoir 10 000 personnes. 

## Histoire
Le stade accueille les rencontres à domicile de l'Antigua GFC ainsi que de l’équipe féminine du Santiago de los Caballeros évoluant dans le championnat du Guatemala féminin de football.
Trois rencontres du groupe B de la zone d'Amérique centrale des éliminatoires du championnat CONCACAF des moins des 17 ans (en) se sont déroulées dans le stade en novembre 2010.